# بارو بيكوك
بارو بيكوك (بالإنجليزية: Barrow Peacock)‏ هو شخصية أعمال وسياسي أمريكي، ولد في 19 مارس 1970 في شريفبورت في الولايات المتحدة. حزبياً، نشط في الحزب الجمهوري. وقد انتخب عضو مجلس ولاية لويزيانا.